# امان قره‌جه
امان قره جه، روستایی است از توابع بخش مرکزی شهرستان گنبد کاووس در استان گلستان ایران. اسم امان قره جه برگرفته از اسم امان آقا امانی معروف به امان قره جه می باشد که فرزند تقان (تاقان بوسک) و نام مادرش تازه گل بوده و صادر گنبد کاووس بلخان و تاریخ تولد ۱۲۷۱/۰۵/۰۲ شماره شناسنامه ۱۸۰ و تاریخ صدور ۱۳۱۱/۱۱/۲۵ و تاریخ وفات ۱۳۴۴/۰۵/۲۹ به شماره ملی ۲۰۳۰۳۳۱۱۶۳ که خان و کدخدای زمان خود بوده و یکی از قدرتمند ترین و ثروتمندترین خانهای زمان خودبوده  که نفوز سیاسی بسیار زیادی داشته و جایگاه اجتماعی منحصربه فردی برای خود ایجاد کرده و کلیه فرزندان خود را نام خانوادگی امانی ثبت کرده که برگرفته از اسم خودش بوده و بسیاری از روستا اطرف نیز با سیاست ایشان به وجود آماده و با مدیریت قوی خود و تقسیم برادران و فامیل خود و گرفتن زمینها و املاک بسیار باعث بوجود آمدن و گسترش شهرستان گنبد و روستاهای بسیاری در اطراف آن شده از جمله سارلی مختوم و سارلی علیا ، سارلی سفلا ، حاجی بالخان ، پشمک پناده ، پشمک توقتمش ، توتلی کوچک ، بزق آباد ،عرب سرنک ، قره بلاغ علی آباد  ، قزلجه ماتی ، قزلجه آق امام ، ملای شیخ گینگلک کلاله و تاتار سفلی و  ... .
امان قره جه یکی از بزرگترین مالکان زمان خود بود که املاک و تصرفات بسیاری داشته از جمله املاک مربوط به شهرک صنعتی شهرستان گنبد کاووس و سد گلستان و ...
ایشان علاوه بر کشاورزی و دامداری به تجارت هم میپرداختند و خیرات بسیاری داشتند و به افراد بسیاری پناه داده و زیر بال پر خود گرفته است...

## جمعیت
این روستا در دهستان آق‌آباد قرار داشته و براساس سرشماری سال ۱۳۸۵ جمعیت آن ۸۶۳ نفر (۱۷۳ خانوار) بوده‌است.